# سازمان‌های تخصصی سازمان ملل متحد
سازمان‌های تخصصی سازمان ملل متحد مجموعه سازمان‌های زیرمجموعه سازمان ملل متحد هستند، که نهادهای وابسته به شورای اقتصادی و اجتماعی سازمان ملل متحد را به پیش می‌برند. این سازمان‌ها خاستگاه‌های مختلفی دارند و برخی به موجب پیمان‌نامه‌های چندجانبه میان کشورها، به وجود آمده‌اند؛ ولی به مرور زمان همگی تحت رهبری نظام سازمان ملل متحد درآمدند و بر پایه مفاد ۵۷ و ۶۳ منشور سازمان ملل متحد، یکی از ارکان آن شده‌اند. این سازمان‌ها که امروزه تعداد آنها به ۱۵ عدد رسیده‌است، دارای محدوده‌ها و قلمروهای متعددی هستند و شمار قابل‌توجهی از جمعیت جهان را تحت تأثیر قرار داده‌اند.
| نماد | نام سازمان                                                | مخفف           | مقر سازمان               | بنیانگذاری | اعضاء |
| ---- | --------------------------------------------------------- | -------------- | ------------------------ | ---------- | --- |
|      | سازمان ملل متحد                                           | UN             | نیویورک، آمریکا          | ۱۹۴۵       | * کشورهای عضو سازمان ملل متحد |
|      | فائو                                                      | FAO            | رم، ایتالیا              | ۱۹۴۵       | * کشورهای عضو سازمان ملل متحد منهای لیختن‌اشتاین - جزایر کوک و نیووی |
|      | ایکائو                                                    | ICAO           | مونترال، کانادا          | ۱۹۴۷       | * کشورهای عضو سازمان ملل متحد منهای لیختن‌اشتاین و جمهوری دومینیکن - جزایر کوک |
|      | صندوق بین‌المللی توسعه کشاورزی                             | IFAD           | رم، ایتالیا              | ۱۹۷۷       | * کشورهای عضو سازمان ملل متحد منهای لیختن‌اشتاین، آندورا، استرالیا، بحرین، بلاروس، برونئی، بلغارستان، جمهوری چک، پالائو، لتونی، لیتوانی، موناکو، مونتنگرو، لهستان، روسیه، سن‌مارینو، صربستان، سنگاپور، اسلواکی، اسلوونی، ترکمنستان، اوکراین - جزایر کوک و نیووی |
|      | سازمان بین‌المللی کار                                      | ILO            | ژنو، سوئیس               | ۱۹۱۹       | * کشورهای عضو سازمان ملل متحد منهای آندورا، بوتان، پالائو، لیختن‌اشتاین، موناکو، کره شمالی، تونگا |
|      | سازمان بین‌المللی دریانوردی                                | IMO            | لندن، بریتانیا           | ۱۹۵۹       | * کشورهای عضو سازمان ملل متحد منهای لیختن‌اشتاین، آندورا، افغانستان، ارمنستان، بلاروس، برونئی، بوتسوانا، پالائو، بورکینا فاسو، جمهوری چاد، بروندی، آفریقای مرکزی، قرقیزستان، مالی، لائوس، نیجر، رواندا، سودان جنوبی، تاجیکستان، ازبکستان، زامبیا - جزایر کوک   |
|      | صندوق بین‌المللی پول                                       | IMF            | واشینگتن، دی.سی.، آمریکا | ۱۹۴۵       | * کشورهای عضو سازمان ملل متحد منهای لیختن‌اشتاین، آندورا، کوبا، پالائو، موناکو، کره شمالی - کوزوو |
|      | اتحادیه بین‌المللی مخابرات                                 | ITU            | ژنو، سوئیس               | ۱۸۶۵       | * کشورهای عضو سازمان ملل متحد منهای پالائو - واتیکان |
|      | یونسکو                                                    | UNESCO         | پاریس، فرانسه            | ۱۹۴۵       | * کشورهای عضو سازمان ملل متحد منهای لیختن‌اشتاین - جزایر کوک، فلسطین و نیووی |
|      | یونیدو                                                    | UNIDO          | وین، اتریش               | ۱۹۸۵       | * کشورهای عضو سازمان ملل متحد منهای لیختن‌اشتاین، آندورا، استرالیا، کانادا، برونئی، ایسلند، لتونی، لیتوانی، جزایر مارشال، جزایر سلیمان، سن‌مارینو، سودان جنوبی، سنگاپور، اسلواکی، اسلوونی، نیوزلند، بریتانیا، ایالات متحده آمریکا                               |
|      | اتحادیه جهانی پست                                         | UPU            | برن، سوئیس               | ۱۸۷۴       | * کشورهای عضو سازمان ملل متحد منهای آندورا، پائولا و جزایر مارشال - واتیکان |
|      | گروه بانک جهانی                                           | WBG            | واشینگتن، دی.سی.، آمریکا | ۱۹۴۵       | * کشورهای عضو سازمان ملل متحد منهای لیختن‌اشتاین، آندورا، کوبا، موناکو، کره شمالی - کوزوو |
|      | سازمان جهانی بهداشت                                       | WHO            | ژنو، سوئیس               | ۱۹۴۸       | * کشورهای عضو سازمان ملل متحد منهای لیختن‌اشتاین - جزایر کوک و نیووی |
|      | سازمان جهانی مالکیت فکری                                  | WIPO           | ژنو، سوئیس               | ۱۹۶۷       | * کشورهای عضو سازمان ملل متحد |
|      | سازمان جهانی هواشناسی                                     | WMO            | ژنو، سوئیس               | ۱۹۵۰       | * کشورهای عضو سازمان ملل متحد |
|      | سازمان جهانی گردشگری                                      | UNWTO          | مادرید، اسپانیا          | ۱۹۴۷       | * کشورهای عضو سازمان ملل متحد |
|      | کمیسیون مقدماتی سازمان پیمان فراگیر ممنوعیت آزمایش هسته‌ای | CTBTO Prep Com | وین، اتریش               | ۱۹۹۶       | * کشورهای عضو سازمان ملل متحد |
|      | آژانس بین‌المللی انرژی اتمی                                | IAEA           | وین، اتریش               | ۱۹۵۷       | * کشورهای عضو سازمان ملل متحد |
|      | سازمان منع سلاح‌های شیمیایی                                | OPCW           | لاهه، هلند               | ۱۹۹۷       | * کشورهای عضو سازمان ملل متحد |
|      | سازمان تجارت جهانی                                        | WTO            | ژنو، سوئیس               | ۱۹۹۵       | * کشورهای عضو سازمان ملل متحد |
|      | برنامه جهانی غذا                                          | WFP            | رم، ایتالیا              | ۱۹۶۱       | * کشورهای عضو سازمان ملل متحد |